# Up in the Sky
Up in the Sky is het tweede album van de Zwitserse folkrockband 77 Bombay Street. Het verscheen in 2011 op Gadget Records als hun eerste labeluitgave. De band had zijn debuutalbum Dead Bird onafhankelijk zelf gefinancierd en in 2009 uitgebracht.
Up in the Sky met alle nummers geschreven door de vier broers en geproduceerd door Thomas Fessler bereikte nummer 3 op de Schweizer Hitparade, de officiële Zwitserse albumhitlijst. Het resulteerde in vier singles: 47 Millionaires, Long Way, het titelnummer Up in the Sky (dat op nummer 7 van de Zwitserse Singles Chart kwam) en I Love Lady Gaga.
Matt Buchli was in de meeste nummers de leadzanger. Maar leadzanger in het nummer Miss You Girl was Joe Buchli, en Simri-Ramon Buchli was de belangrijkste uitvoerder van I Love Lady Gaga. Het album bracht 115 weken in de Zwitserse hitlijsten door en werd uiteindelijk platina.

## Tracklist
1. "47 Millionaires" (3:36) (leadzanger Matt Buchli)
2. "Up in the Sky" (3:48) (leadzanger Matt Buchli)
3. "Forgotten Your Name" (3:33) (leadzanger Matt Buchli)
4. "Long Way" (3:32) (leadzanger Matt Buchli)
5. "Miss You Girl" (3:53) (leadzanger Joe Buchli)
6. "It's Now" (4:21) (leadzanger Matt Buchli)
7. "I Love Lady Gaga" (3:26) (leadzanger Simri-Ramon Buchli)
8. "In the War" (3:54) (leadzanger Matt Buchli)
9. "Hero" (3:58) (leadzanger Matt Buchli)
10. "Waiting for Tomorrow" (4:20) (leadzanger Matt Buchli)
11. "Number 2" (3:04) (leadzanger Matt Buchli)
12. "Get Away" (3:20) (leadzanger Matt Buchli)